# Cratere Herschel (Marte)
Herschel è un cratere sulla superficie di Marte.
Il cratere è dedicato agli astronomi britannici William e John Herschel.